# Bandad springhöna
Bandad springhöna (Turnix suscitator) är en asiatisk medlem i fågelfamiljen springhöns som länge betraktades som hönsfåglar, men som trots sitt likartade utseende egentligen tillhör ordningen vadarfåglar.

## Utseende och läten
Bandad springhöna är en 15 centimeter stor springhöna med grå näbb och ben samt distinkt svart bandning på halssidor, bröst och vingtäckare, skarpt avgränsat mot de rena orangefärgade flankerna och buken. Honor och vissa hanar har svart strupe och bröstmitt. Lätet är ett motorcykellikt "drr-r-r-r-r" och ett vittljudande "hoon-hoon-hoon-hoon".

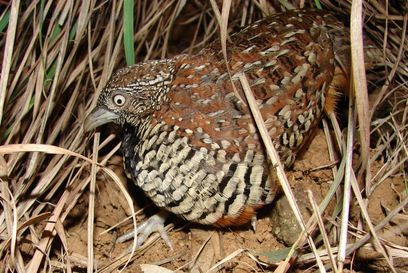
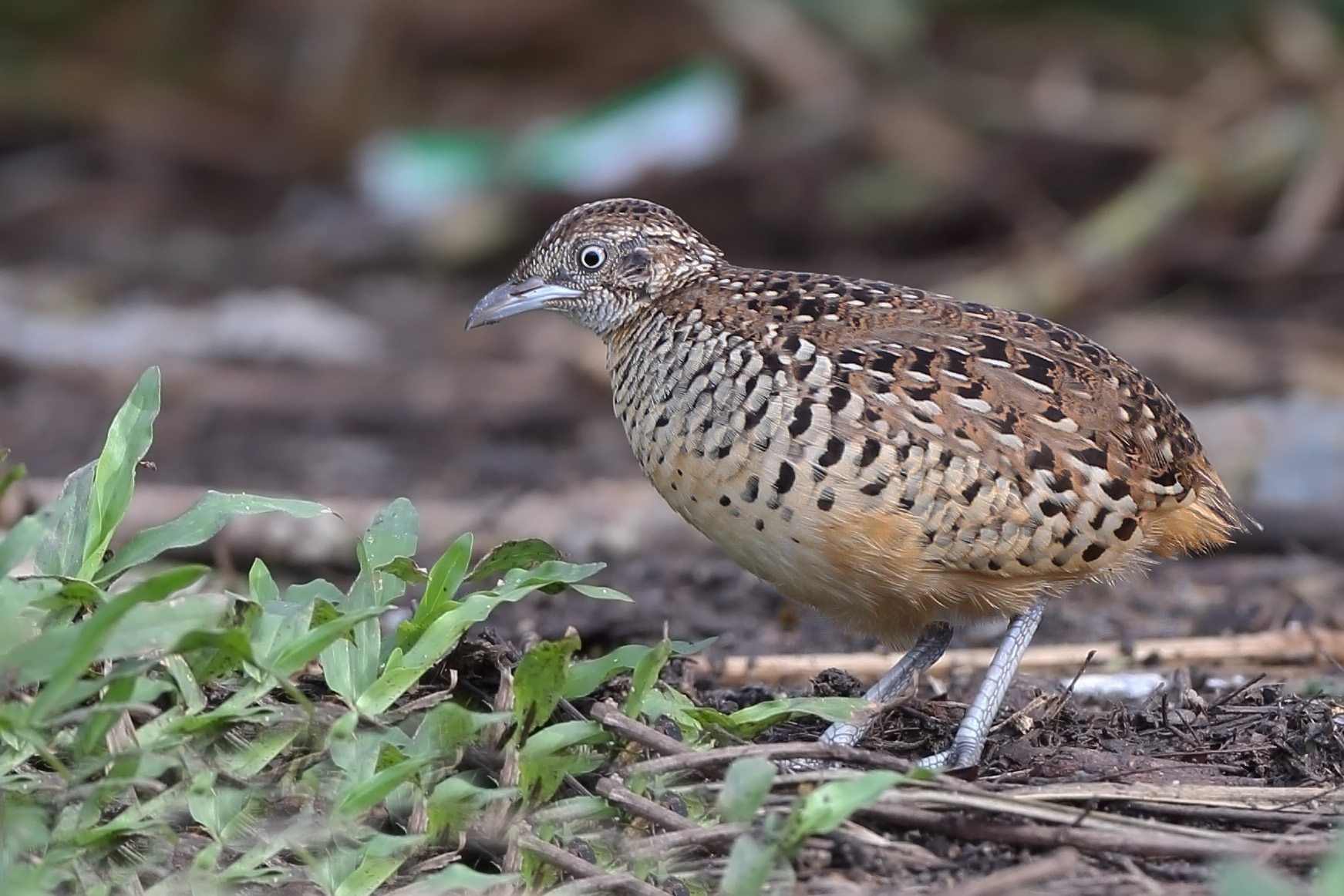
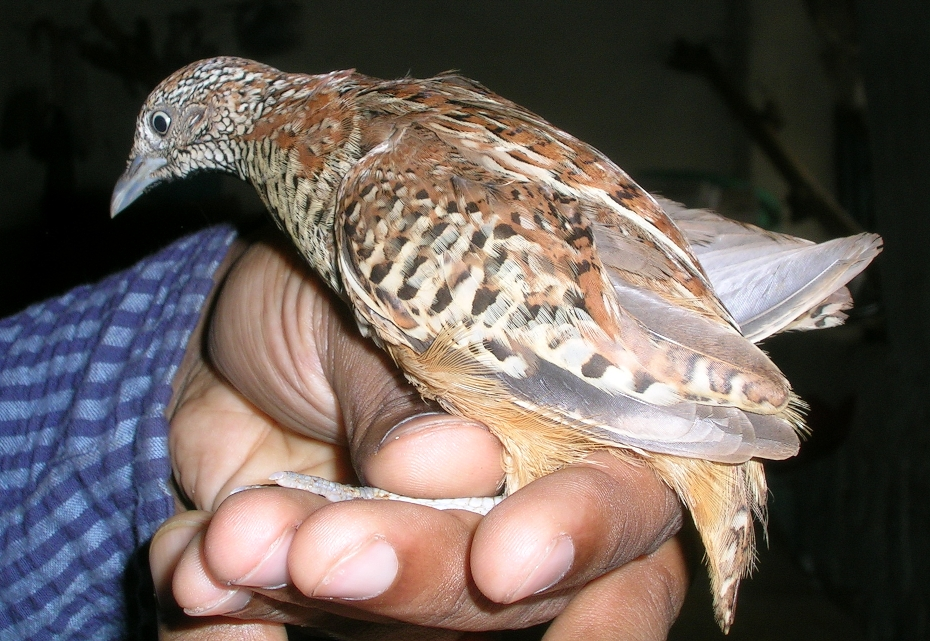

## Utbredning och systematik
Bandad springhöna är vida spridd i södra och östra Asien och delas in i hela 17 underarter med följande utbredning:
- taigoor – Indien
- leggei – Sri Lanka
- plumbipes – Nepal, Sikkim och Bangladesh till norra Myanmar
- bengalensis – nordöstra Indien
- okinavensis – södra Japan, på Kyushu och Ryukyuöarna
- rostratus – Taiwan
- blakistoni – Burma, södra Kina och norra Indokina
- pallescens – södra och centrala Burma
- thai – centrala Thailand
- atrogularis (inklusive interrumpens) – Malackahalvön
- suscitator –  Sumatra, Belitung, Bangka, Java och Bali
- baweanus – Bawean
- fasciatus – norra filippinska öarna
- haynaldi – sydvästra Filippinerna
- nigrescens – Filippinerna
- rufilatus – Sulawesi
- powelli – Små Sundaöarna

Underarten baewanus inkluderas ofta i nominatformen.

## Ekologi
Fågeln förekommer i buksmarker, gräsmarker och öppen skog. Liksom andra springhöns har den ett polyandriskt häckningsbeteende, där honan parar sig med flera hanar. Det är honan som är mer färgglatt tecknad, initierar parning och bygger boet, medan den blekare tecknade hanen ruvar äggen och tar hand om ungarna. Häckningen kan ske i princip året runt. Boet är en uppskrapad grop eller sänka fodrar med gräs placerad i ett snår eller i en åker. Där lägger honan tre till fyra gråvita ägg fläckade i rödbrunt eller svartlila.

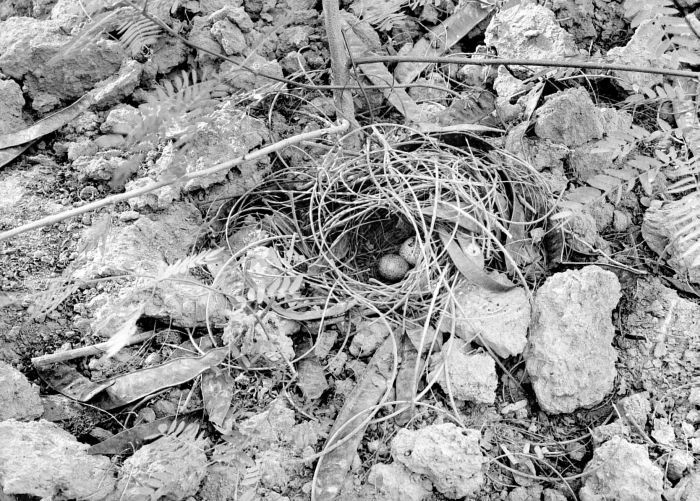
Bo med ägg.

## Status och hot
Arten har ett stort utbredningsområde och en stor population, och tros öka i antal. Utifrån dessa kriterier kategoriserar internationella naturvårdsunionen IUCN arten som livskraftig (LC). Världspopulationen har inte uppskattats men den beskrivs som vanlig eller mycket vanlig.

## Bilder

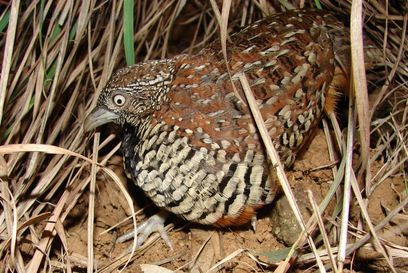
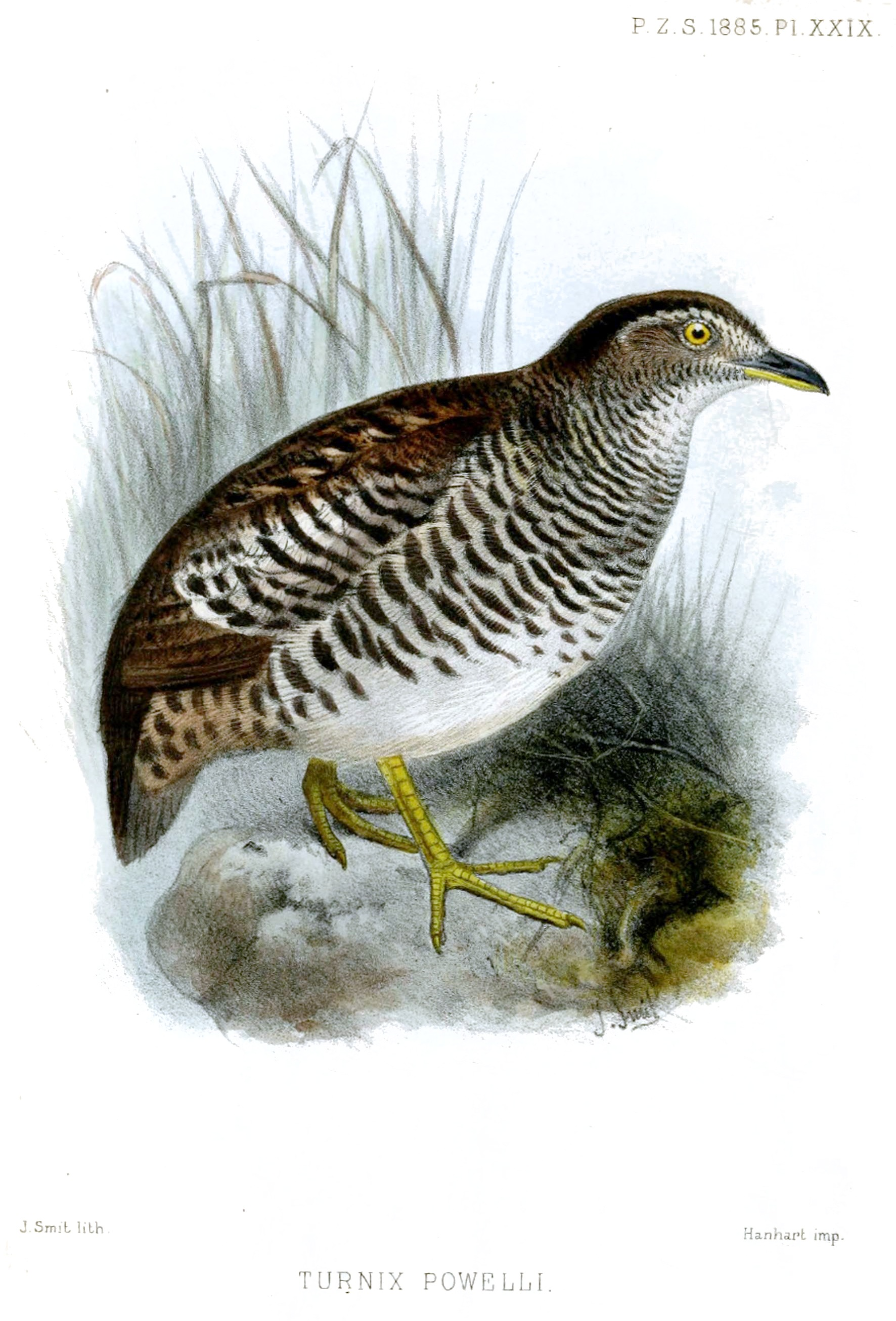
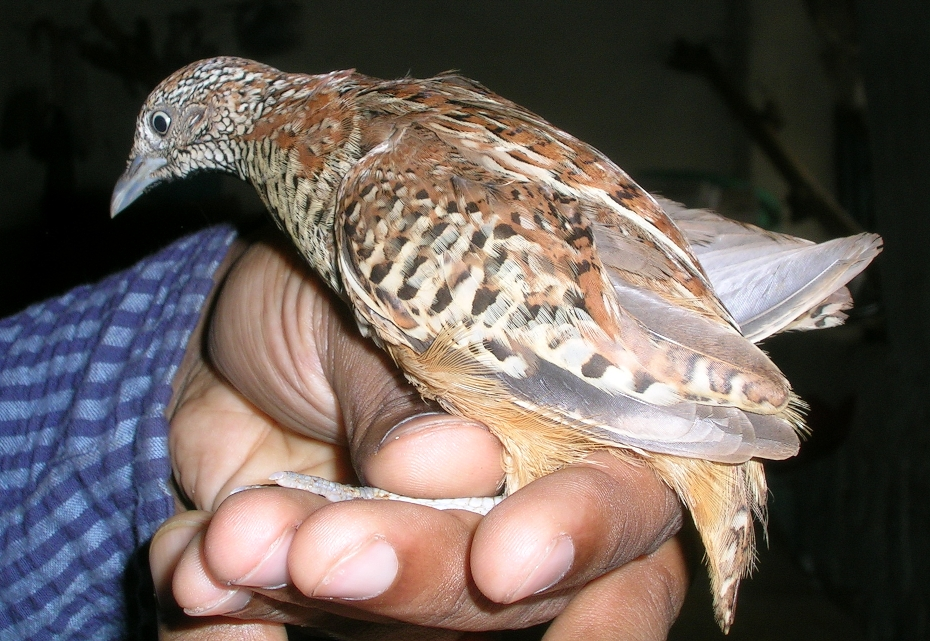